# Портрет Карла Осиповича Поццо ди Борго
«Портрет Карла Осиповича Поццо ди Борго» — картина Джорджа Доу и его мастерской из Военной галереи Зимнего дворца.
Картина представляет собой погрудный портрет генерал-майора графа Карла Осиповича Поццо ди Борго из состава Военной галереи Зимнего дворца (в ряде источников его отчество пишется как Андреевич).
Накануне Отечественной войны 1812 года полковник Поццо ди Борго был в отставке и постоянно проживал в Лондоне. После начала вторжения Наполеона в Россию был вызван на службу и выполнял различные военно-дипломатические поручения, в частности состоял при шведском наследном принце Карле Юхане. В Заграничных походах 1813—1814 годов находился при штабе Северной армии и в сентябре 1813 года был произведён в генерал-майоры. Далее он отличился в Битве народов, после которой от имени всех союзных держав сделал предложение Людовику Бурбону, находящемуся в изгнании в Лондоне, занять французский престол. Во время кампании Ста дней находился при английской армии и единственный из российских генералов принял участие в сражении при Ватерлоо.
Изображён в генеральском мундире, введённом для пехотных генералов 7 мая 1817 года, на эполетах вензель императора Александра I. Слева на груди генерал-адъютантский аксельбант; на шее знак испанского ордена Золотого руна; справа на груди крест ордена Св. Георгия 4-го класса, серебряная медаль «В память Отечественной войны 1812 года» на Андреевской ленте и звёзды орденов Св. Александра Невского и Св. Владимира 1-й степени. Подпись на раме с ошибками в инициале и фамилии: Графъ К. А. Поццо-Диборго, Генералъ Маiоръ. Ордена Св. Владимира 1-й степени Поццо ди Борго не имел, а был награждён только 2-й степенью; визуально звёзды этого ордена 1-й и 2-й степеней неотличимы, однако крест 1-й степени носился только вместе с чрезплечной лентой (при отсутствии ленты крест не надевался), а вместе со звездой 2-й степени обязательно должен был надеваться шейный крест, который на картине отсутствует.
7 августа 1820 года Комитетом Главного штаба по аттестации граф Поццо ди Борго был включён в список «генералов, служба которых не принадлежит до рассмотрения Комитета» и 10 августа 1821 года император Александр I приказал написать его портрет. Гонорар Доу был выплачен 21 июня 1827 года и 15 января 1828 года. Готовый портрет был принят в Эрмитаж 21 января 1828 года. Поскольку предыдущая сдача готовых портретов в Эрмитаж произошла 8 июля 1827 года, то портрет Поццо ди Борго можно считать написанным между этими датами.
А. А. Подмазо в своей книге о Военной галерее приводит репродукцию портрета К. О. Поццо ди Борго работы К. П. Брюллова из собрания Саратовского художественного музея им. А. Н. Радищева, датируемого 1830-ми годами, однако не приводит объяснений, каким образом этот портрет может быть связан с портретом из Военной галереи. Визуально эти портреты имеют мало общего.